# Protestas en Francia de 2006
El proyecto de ley que establece en Francia el contrato de primer empleo (CPE) y su posterior adopción por la Asamblea Nacional la noche del 8 al 9 de febrero de 2006 provocó a lo largo de los meses de febrero, marzo y abril un fuerte movimiento estudiantil apoyado por partidos políticos y por la mayoría de los sindicatos.
Los sindicatos y las coordinadoras de estudiantes de liceos y universidades, así como los partidos de izquierda, se manifestaron en contra del gobierno de Dominique de Villepin y por la retirada del CPE. Numerosas asambleas generales también demandaron la derogación total de la ley de igualdad de oportunidades de la que formaba parte, así como la retirada del contrato de nuevo empleo (CNE), anterior al CPE pero similar en determinados aspectos a este. Asimismo, se defendieron otras reivindicaciones, aunque sin éxito, como el aumento de plazas para el CAPES.
Ante las manifestaciones, el 10 de abril, dos meses después de la adopción de la ley por el Parlamento y diez días después de su validación (decisión 2006-535 DC de 30 de marzo de 2006) por el Consejo Constitucional, Dominique de Villepin anunció que «no se cumplen las condiciones» para la aplicación del CPE. La ley quedó, por tanto, derogada.
El conflicto, por otra parte, también supuso la creación de una oposición significativa de estudiantes a los bloqueos de universidades y liceos.

## Reivindicaciones
La principal reivindicación del movimiento era la retirada total de la ley llamada de igualdad de oportunidades.
Durante la coordinación nacional de estudiantes celebrada en Toulouse el 25 de febrero de 2006, se plantearon otras reivindicaciones: el empleo estable para todos y la retirada de los contratos precarios, la refinanciación estatal de la universidad pública, la retirada de la ley Fillon, la retirada del «pacto por la investigación», el fin del «trato represivo» hacia los movimientos sociales y la amnistía de los estudiantes de liceo que participaron en el movimiento contra la ley Fillon y de las personas procesadas tras los disturbios urbanos de noviembre de 2005.
La coordinación nacional de estudiantes celebrada en la facultad de letras de la Universidad de Aix-Marsella I los días 25 y 26 de marzo de 2006 reafirmó su adhesión a la plataforma de Toulouse y exigió la dimisión del gobierno de Dominique de Villepin.
Algunos estudiantes afirmaron su voluntad de acabar con la economía de mercado y cambiar el sistema político, y han defendido proyectos de sociedad de tipo comunista o anarquista, planteándose en ocasiones consignas autogestionarias.

## Posturas políticas
Los partidos de izquierda anunciaron su voluntad de que se retirase de forma inmediata e incondicional el CPE y reclamaron de nuevo la retirada del contrato de nuevo empleo (CNE) que se había votado en 2005. La Unión para la Democracia Francesa (UDF), opuesta también al CPE, reclamó una reducción del periodo de consolidación, la motivación del despido y la imposibilidad de «encadenar CPE tras CPE».
La Unión por un Movimiento Popular (UMP), presidida por Nicolas Sarkozy, apoyó a su gobierno, aunque numerosas voces[¿quién?] se alzaron para reclamar la suspensión del CPE y permitir lo antes posible la apertura de un diálogo con las organizaciones de jóvenes y los sindicatos. Los próximos a Dominique de Villepin reprocharon al partido no apoyar suficientemente al primer ministro. Resurgieron disensiones internas con vistas a las elecciones presidenciales de 2007. Varios diputados de la UMP, como Hervé de Charette, pidieron la suspensión del proyecto CPE ante la reacción suscitada.
Otros partidos como el Movimiento por Francia y el Frente Nacional mostraron una postura mixta, oponiéndose a todo tipo de huelga (particularmente de las universidades) pero posicionándose por una evolución del CPE.

## Desarrollo del movimiento

### Preparación
Desde el anuncio de la creación del contrato de primer empleo (CPE) por parte del primer ministro Dominique de Villepin el 16 de enero de 2006, se desarrolló un movimiento contestatario. El 23 de enero, De Villepin decidió adelantar el calendario legislativo utilizando el procedimiento parlamentario de urgencia, que limitaba el recorrido de la ley a una lectura del proyecto por cámara. Al día siguiente, en una llamada a la acción, diversas organizaciones políticas y culturales y sindicatos de trabajadores y estudiantes crearon un colectivo de lucha contra el CPE, que organizó su vertiente local en la mayoría de las grandes ciudades francesas.

### Manifestaciones
El martes 7 de febrero de 2006, cerca de 400.000 personas manifestaron su oposición al contrato de primer empleo. En algunas universidades, como la Universidad de Rennes 2, se produjo un paro estudiantil.
Un mes más tarde, el 7 de marzo de 2006, se organizaron nuevas manifestaciones en toda Francia en las que participaron 400.000 personas según la policía (más de 2.000.000 según la CGT).
Por esas fechas el movimiento comenzó a ampliarse al organizar los estudiantes "asambleas generales" en las aulas magnas de las universidades. En ellas votaron la interrupción de los cursos. El 10 de marzo algunas decenas de universidades (84 según los movimientos estudiantiles, alrededor de una veintena según el ministerio del interior) fueron bloqueadas por los estudiantes. En la noche del 10 al 11, la toma de la Sorbona fue finalizada por las fuerzas del orden antes de que terminara la tercera noche de ocupación por parte de los estudiantes que abogaban por la abolición de la ley.
El martes 14 de marzo con 41.000 manifestantes (fuente policial) y 447.000 (según la policía, de 500.000 a 800.000 según organizadores) el 16 de marzo continuaron las manifestaciones llevadas principalmente por estudiantes universitarios y de nivel medio.
El viernes 17 de marzo, el gobierno intentó reanudar el diálogo sobre el CPE. Recibió a representantes de los sindicatos, mas ellos se negaron a negociar en tanto que el contrato no fuera retirado.

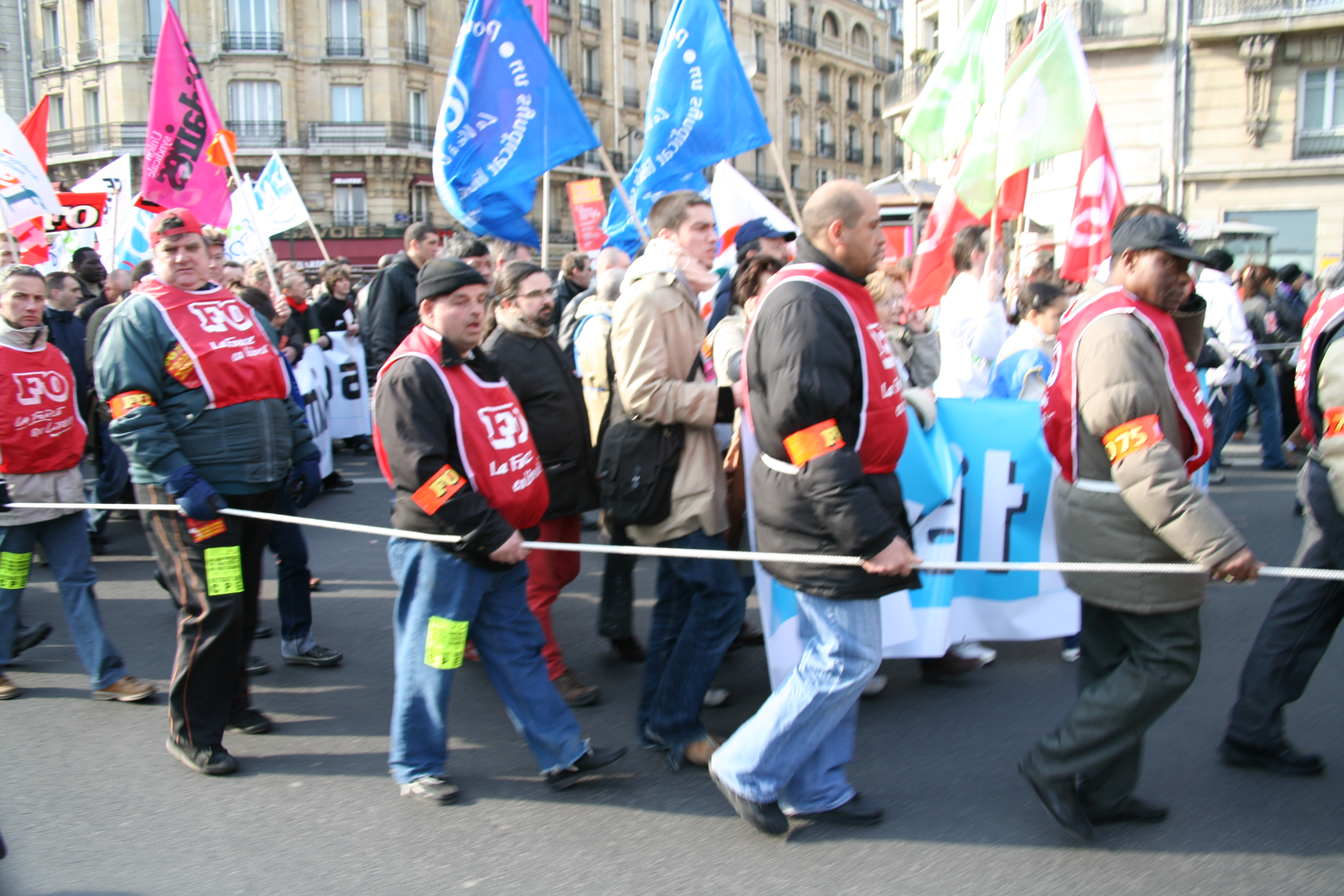
Manifestación anti-CPE del 18 de marzo de 2006 en París.

El sábado 18 de marzo tuvo lugar una jornada nacional de protesta en la que 503.000 manifestantes, según la policía (1,5 millones según la CGT), desfilaron en 160 pueblos de Francia. Hubo enfrentamientos con la policía al fin de la jornada. El sindicalista Cyril Ferez fue hospitalizado, permaneciendo tres semanas en estado de coma.

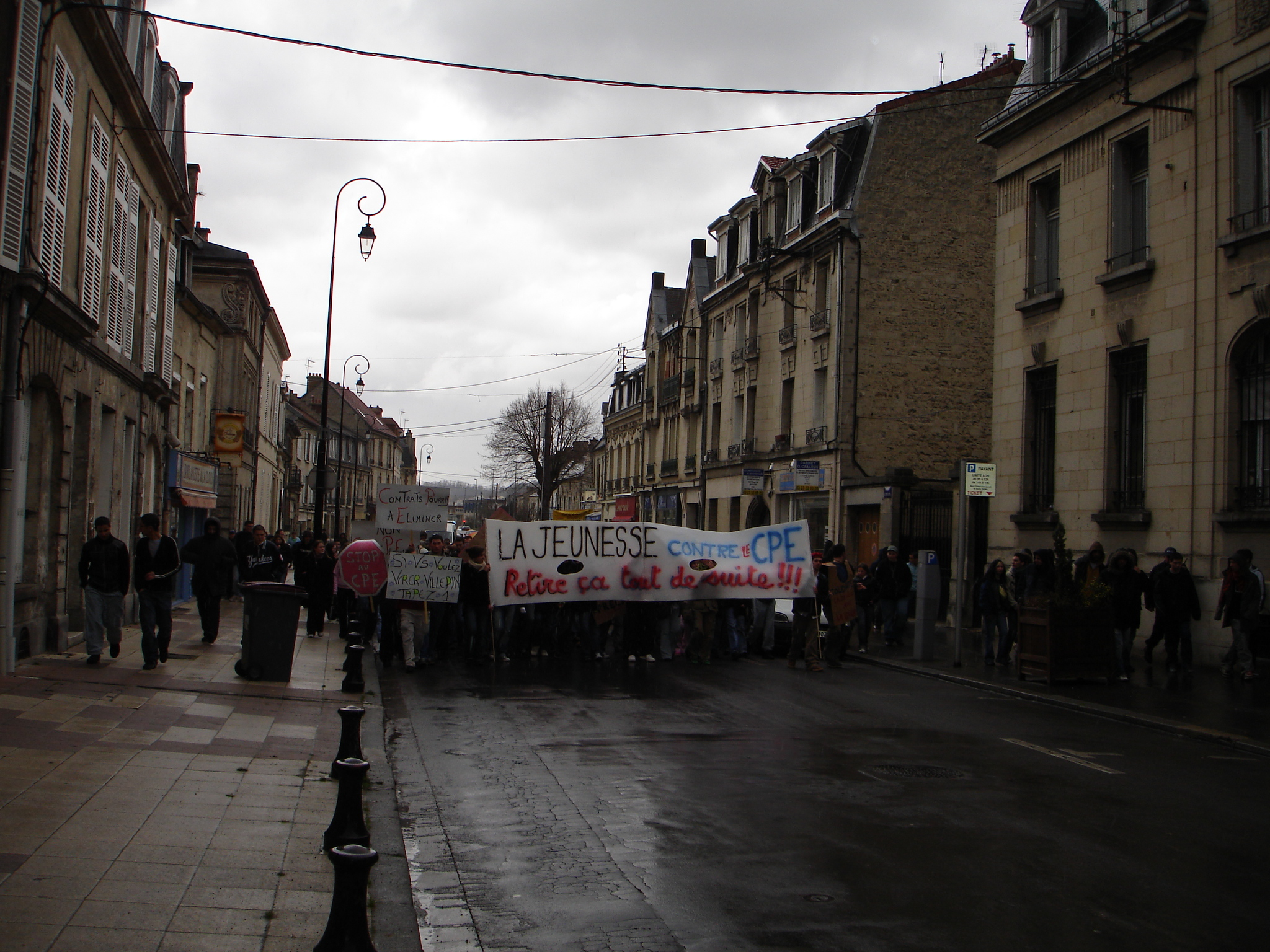
Manifestación estudiantil contra el CPE en Soissons (Aisne), 28 de marzo de 2006.

El 28 de marzo tuvo lugar una huelga interprofesional en todo el territorio de Francia durante la cual se movilizaron 1.055.000 personas según la policía (2.700.000 según los sindicatos). Hubo más manifestantes que durante la huelga general de diciembre de 1995 en contra de la reforma de las jubilaciones que de por sí había sido remarcable.
Los sindicatos hicieron un "preaviso" de huelga llamando, para la jornada del 4 de abril, a grandes manifestaciones interprofesionales en toda Francia. Si bien el número de huelguistas pareció ser menor que los de las jornadas del 28, el número de manifestantes pareció ser similar. En 32 ciudades se produjeron reducciones en el servicio público de transportes, 40% de las escuelas primarias y el 25% de las secundarias vieron sus actividades perturbadas, paralizando parcialmente las actividades del país. Durante la jornada hubo más de un millón de manifestantes en las calles según la policía y 3,1 millones según los sindicatos.

### Conclusión
Cabe recalcar que decenas de facultades fueron cerradas y/o movilizadas en todo el territorio nacional. Muchas de ellas cerraron sus puertas a raíz de votaciones estudiantiles luego de previa convocación de asambleas. Algunas facultades de tradición social (Ciencias Humanas) tuvieron una participación activa en las marchas, sin embargo las facultades de economía y Derecho también se unieron a las protestas, en el caso de la Facultad de Derecho de Nantes está fue cerrada por decisión estudiantil de manera inédita.
Aunque nunca hubo líderes que se destacaran dentro de estas manifestaciones, sí existió una organización completamente autogestionada por cada facultad (comisiones de acción, comunicación, de problemas internos...). En algunos casos el financiamiento se organizaba a través de actividades (fabricación de comidas), pero también por el pedido de contribuciones a los estudiantes o bloqueando rutas a los automovilistas.
Esta falta de organización fue posiblemente la que provocó, que luego de que el gobierno renunciara al CPE, las manifestaciones y las acciones en las Universidades cesara, aunque el Gobierno mantuviera el contrato de nuevo empleo (CNE) que se asemejaba al CPE al haber cláusulas parecidas en las dos leyes.